# Psota (Sinogóra)
Psota – część wsi Sinogóra w Polsce, położona w województwie mazowieckim, w powiecie żuromińskim, w gminie Lubowidz.
W latach 1975–1998 Psota administracyjnie należała do województwa ciechanowskiego.